# Алдабульский
Алдабульский — хутор в Дубовском районе Ростовской области. Входит в состав Малолученского сельского поселения.
Население — 225 (2010)

## История
Дата основания не установлена. Хутор относился к юрту станицы Гугнинской (с 1878 года — Баклановская). В 1859 году в хуторе проживало 129 душ мужского и 130 женского пола. В 1873 году — 117 мужского и 113 женского пола. С 1910 года на хуторе действовала Иоанно-Богословская церковь.
Согласно Всероссийской переписи населения 1897 года в хуторе проживало 297 душ мужского и 317 женского пола. Согласно алфавитному списку населенных мест Области войска Донского 1915 года в хуторе Альдабульском проживало уже 642 души мужского и 646 женского пола.
Согласно первой Всесоюзной переписи населения 1926 года население хутора Альдабульского Баклановского сельсовета Цымлянского района Сальского округа Северо-Кавказского края составило 1091 человек, из них великороссов — 1069.

## География
До заполнения Цимлянского водохранилища хутор располагался в пойме Дона, западнее хутора Баклановский. В начале 1950-х хутор был перенесен на новое место. В настоящее время хутор расположен на левом берегу Цимлянского водохранилища, на высоте около 50 метров над уровнем моря. Рельеф местности холмисто-равнинный, развита овражно-балочная сеть. Почвы тёмно-каштановые.
По автомобильным дорогам расстояние до областного центра города Ростова-на-Дону составляет 280 км, до районного центра села Дубовское — 45 км, до ближайшего города Волгодонска — 41 км, до административного центра сельского поселения станицы Малая Лучка — 8 км.
Часовой пояс
Алдабульский, как и вся Ростовская область, находится в часовой зоне МСК (московское время). Смещение применяемого времени относительно UTC составляет +3:00.

### Улицы
| - пер. Братский, - пер. Восточный, - пер. Донской, - пер. Приморский, - пер. Садовый, | - ул. Банная, - ул. Кузнечная, - ул. Мира, - ул. Морская, - ул. Школьная. |

## Население
Динамика численности населения
| 1859 | 1873 | 1897 | 1915 | 1926 | 2002 |
| ---- | ---- | ---- | ---- | ---- | ---- |
| 259  | 230  | 614  | 1288 | 1091 | 256  |

| 1989 | 2002 | 2010 |
| ---- | ---- | ---- |
| 272  | ↗275 | ↘225 |